# KN-11
KN-11은 북한의 잠수함발사 탄도유도탄(SLBM)이다. 북극성 1호, 노동-D라고도 한다.

## 개요
2015년 첫 시험발사를 하였고 2016년 고각으로 500km를 비행함으로써 북한은 세계에서 7번째로 SLBM 보유국이 되었다.

## 폴라리스

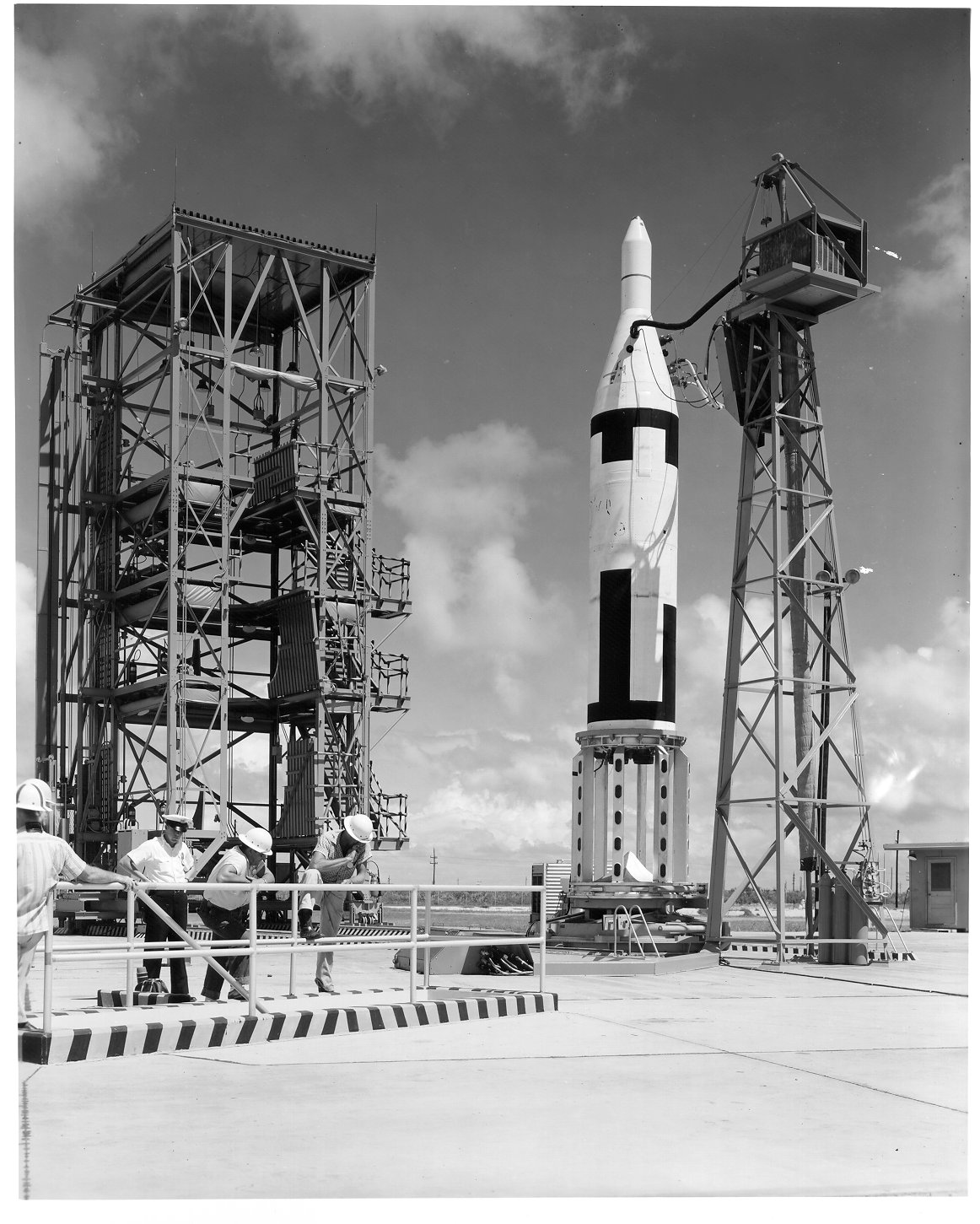
세계 최초의 SLBM 폴라리스 A-1. 1개의 수소폭탄을 탑재해 탄두부의 모양이 뾰족하다. 북한 KN-11과 외양과 똑같다.

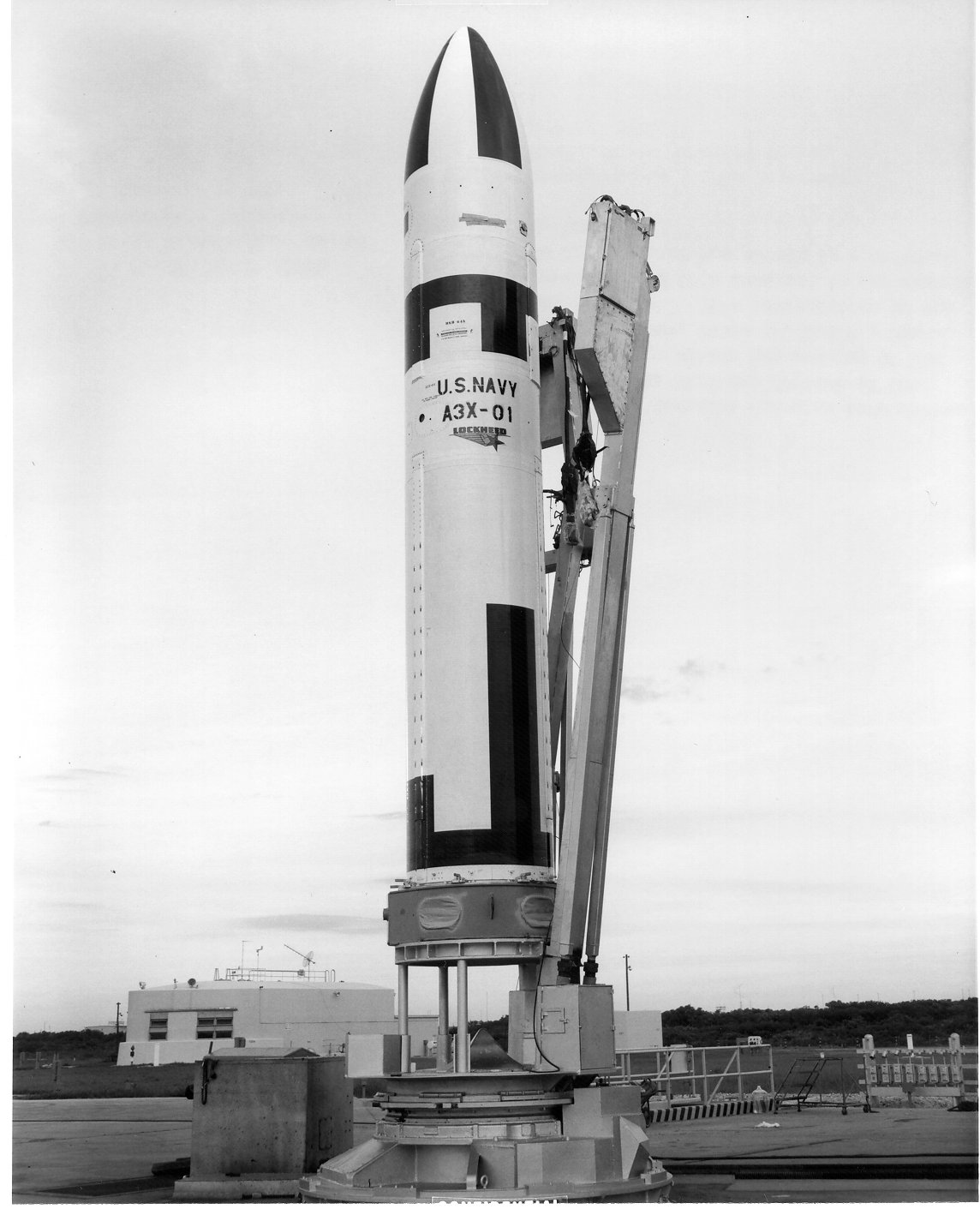
폴라리스 A-3는 3개의 수소폭탄을 탑재해 탄두부의 모양이 둥글다.

세계 최초의 SLBM은 미국 폴라리스 미사일이다. 폴라리스란 북극성이란 의미이다. 세계 최초의 SLBM인 미국 폴라리스 미사일, 러시아 R-27, 중국 JL-1, 북한 KN-11은 거의 유사하다.
2단 고체연료 SLBM인 폴라리스 미사일은 1,853 km (A-1), 2,800 km (A-2), 4,630 km (A-3)로 사거리가 증가했으며, A-3는 3발의 수소폭탄을 탑재했다. 2단 고체연료 SLBM인 북한 KN-11도 이러한 사거리 연장이 예상된다.

## 잠수함

### 핵추진

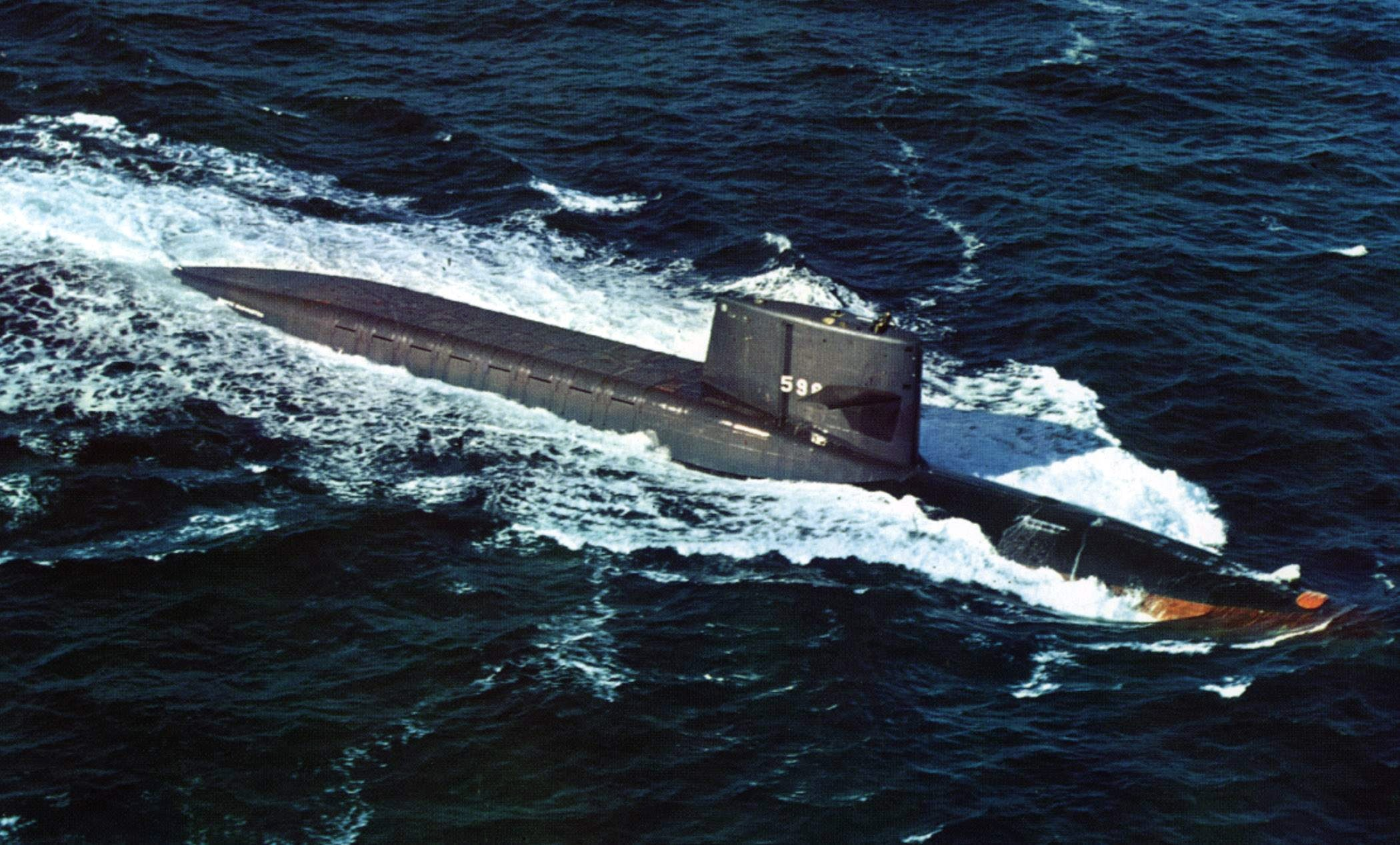
세계 최초의 SSBN(전략원잠)인 미국 USS 조지 워싱턴 (SSBN-598)

세계 최초의 SLBM인 미국 폴라리스 미사일 16발을 탑재한 세계 최초의 SLBM 잠수함(SSBN)은 USS 조지 워싱턴 (SSBN-598)이다. 기준 배수량 5400톤이며, 열출력 70MWt의 경수로 1개를 탑재했다. 따라서, 북한이 최초의 SSBN을 개발한다면, 조지워싱턴급을 참조할 가능성이 있다.
소련 최초의 SSBN은 배수량 5500톤급 호텔급 잠수함이다. SLBM 3발을 탑재했다. 김정은은 2018년까지 SLBM 3발을 탑재한 잠수함 개발을 지시했는데, 핵추진이면 호텔급 잠수함, 디젤추진이면 골프급 잠수함이 SLBM 3발을 탑재했었다. 관련보도들에서는 호텔급 보다는 골프급이 자주 언급되고 있다. 그러나 2013년에 러시아에서 유능한 원자력잠수함 전문가 5명을 고액 연봉을 주고 초빙했다고 보도되어, 골프급인지 호텔급인지 명확하지 않은 부분이 있다.

## 대응

### 미사일 방어
북한의 SLBM을 탐지하는 능력을 강화하기 위해 2020년까지 1,000억 원대 이스라엘 슈퍼그린파인 조기경보레이다 1대를 추가 도입하기로 했다. 한국군 관계자는 “북한 신포급 잠수함이 후방 (남쪽)에서 SLBM을 쏠 경우 현재 (북쪽을 향해 있는) 2대의 감시능력으론 한계가 있기 때문에 추가 도입을 결정했다”고 말했다.
한국 해군은 세종대왕급 이지스 구축함 3척을 업그레이드하고, 신규로 3척을 주문하여, 6척에 SM-3 최신형 미사일을 배치하려고 한다.

### 수중 킬체인
한국군은 수중 킬 체인을 구상중이다. 냉전 시대에 SLBM에 대한 수중 킬 체인은 대량의 P-3 오리온 대잠초계기와 고속의 공격형 원자력 잠수함을 의미했다. 김정훈 새누리당 정책위원장은 고속의 공격형 원자력 잠수함을 시급히 건조해야 한다고 주장했다.
한국 해군은 오래전부터 장보고 III 사업에 SMART-P 경수로를 탑재하여 고속의 공격형 원자력 잠수함(SSN)을 건조하려는 연구를 추진했었다. 자주 개발계획이 취소, 중단되어, 결국 2016년 당면한 북한의 SLBM 위협을 적시에 막지 못하게 되었다.
미국 해군과 일본 해군은 프로펠러 P-3 오리온 대잠초계기를 제트엔진 P-8 포세이돈 대잠초계기로 교체중이다. 한국 해군도 이를 추진할 가능성이 있다.
한국군은 북한의 SLBM이 5년 후인 2021년에나 실전배치될 것으로 예상해서 대응계획을 세웠으나, 2016년 8월 24일 시험발사 성공으로, 당장 북한 2016년에 실전배치할 것 같다고 상황이 급변하여, 대응계획도 보다 앞당겨질 것으로 예상된다.

### 정보력 비판
한국군 5년 후인 2021년에 북극성 1호가 실전배치될 것이라고 정보분석을 했는데, 불과 몇개월 만에 2016년 올해에 실전배치될 것이라고 추측을 변경하자, 정보력에 대한 비판이 일고 있다.
일반화의 오류일 수 있지만, 북한의 모든 핵프로그램을 5년 앞당겨 본다면, 한미 정보당국은 2020년 북한이 핵탄두 100발을 보유할 것이라고 추측했는데, 이미 2015년에 100발을 보유했을 수 있다는 의미로 해석할 수 있다. 2015년 2월 데이비드 올브라이트 ISIS 소장은 북한 전문 웹사이트인 38노스에 "2020년까지 북한이 많게는 100개의 핵무기를 만들 수 있다"는 보고서를 올렸다.
2015년 12월 16일, 38노스 운영자인 조엘 위트 존스홉킨스대 방문연구원은 2020년이 되면 북한이 일본 히로시마와 나가사키에 투하된 핵폭탄 위력의 5배에 달하는 100 kt급 수소폭탄을 제조할 수 있는 능력을 보유하게 될 것이라고 밝혔다. 이것도 5년을 단축한다면, 이미 2015년에 보유했을 수 있다. 2016년 3월 9일 북한은 수소폭탄이라며 KN-08 핵탄두를 공개했는데, 이스라엘 피셔항공우주전략연구소의 탈 인바르 우주연구센터장은 80 kt 정도로 보인다고 분석했었다. 국가별로 기준이 다르긴 하지만 파괴력으로 따져 통상 100kt이 넘는 경우를 전략 핵무기, 그보다 미만이면 전술 핵무기로 부른다. 전략 핵무기인 100 kt 수소폭탄이 서울에 떨어지면 인구의 절반 정도인 580만명 정도가 사망할 것이라고 분석되고 있다.

## 발사기록
2015년 4월 22일 북한이 수중 고정발사대에서 모형탄을 사출시키는 시험을 했다고 워싱턴프리비컨이 5월 초에 보도했다.
2015년 5월 9일 북한은 신포급 잠수함에서 KN-11을 발사하는데 성공했다며, 6월 4일 조선중앙티비가 보도했다. 신포급 잠수함이 수면 위에 떠 있다가 잠수한 뒤 수중에서 발사한 북극성-1이라고 쓴 미사일이 수면을 뚫고 올라와 150미터가량 솟구치는 장면이 나왔다. 이를 지켜본 김정은 북한 노동당 제1비서가 웃으며 박수를 치고, 잠수함에서 나온 승조원들을 향해 손을 흔들었다. 미국 전문가들은 영상이 조작된 것으로 보이며, 바지선에서 쏜 것 같다고 반응했다.
2015년 11월 28일 북한은 신포급 잠수함을 이용해 원산 근처의 동해에서 KN-11 탄도 미사일의 발사를 시도했으나, 발사관을 제대로 빠져나오지 못해 잠수함 함교에 손상을 입혔다. 구체적인 피해규모는 알려지지 않았다고, 미국 보수성향 매체인 워싱턴 프리 비컨이 미국 국방부 관리들의 말을 인용해 12월 8일 보도했다.
2015년 12월 21일 북한이 신포조선소 해안가에서 고래급 잠수함에서 KN-11 미사일을 발사하는 사출시험을 실시했다고, 미국의 보수성향 온라인 매체인 워싱턴 프리 비컨이 2016년 1월 5일 복수의 미국 국방부 관리의 말을 인용해 보도했다. 미국 전문가들은 바지선에서 쏜 것 같다고 반응했다.
2016년 3월 16일 북한이 신포조선소 해안가에서 고래급 잠수함에서 KN-11 미사일을 발사하는 사출시험을 실시했다고, 미국의 보수성향 온라인 매체인 워싱턴 프리 비컨이 22일 복수의 미국 국방부 관리의 말을 인용해 보도했다.
2016년 4월 5일 북한이 함경남도 신포 인근 동해상에서 신포급 잠수함에서 KN-11 1발을 발사했다. 수심 20미터에서 발사했고 수직으로 200미터가량 솟구쳤다. 미국 잠수함이 탐지해 2주일 후에 한국에 알려줬다.
2016년 4월 23일 18시 30분 북한이 함경남도 신포 동북방 동해상에서 신포급 잠수함에서 KN-11 1발을 발사했다. 이제 한국, 미국의 전문가들은 더 이상 바지선인 것 같다는 반응을 하지 않고 있다. 30 km 정도를 비행했다. 미국과 한국은 발사가 실패해서 불행 중 다행이란 반응을, 러시아는 30 km 밖에 비행하지 않아 국제적 위협이 되지 않는다는 반응을 보였다. 북한의 입장에서는 연료를 줄이거나 자폭을 시켜서, 충분히 발사시험을 수행한 것으로 볼 수 있어서, 6자회담국들의 이해를 어느정도 만족시킨 것으로 보인다.
2016년 8월 24일 05시 30분 북한이 함경남도 신포 앞바다에서 KN-11을 발사했다. 동북쪽으로 500 km를 비행해 일본 방공식별구역(JADIZ)을 80km 정도 침범해 떨어졌다. 한국군은 정상 각도로 발사됐다면 사거리가 1천 km를 넘어서고, 연료를 최대로 채우면 2,500 km 사거리의 2단 고체연료 미사일이라고 판단했다. 이번 시험발사는 북한 최초의 SLBM 발사성공으로서, 그동안 한국군은 북한이 5년 후에나 SLBM 실전배치가 가능할 것이라고 평가했으나, 이번 발사로 올해 안에 실전배치가 가능하다고 결론내렸다. 을지 프리덤 가디언(UFG) 한미연합훈련이 시작된 지 이틀 만에, 이에 대한 보복으로 발사했다.

## 대응조치
2016년 8월 24일 북한이 북극성 발사에 최초로 성공하자, 이에 대한 대응조치로, 미국 공군은 2016년 9월 5일 미니트맨 미사일을 시험발사해 무력시위를 했다.
북한 14톤 북극성(Polaris)의 참조모델인 미국 폴라리스 미사일, 러시아 R-27은 핵출력 200 kt 수소폭탄 3발을 탑재한다. 미국 공군이 대응조치로 발사한 35톤 미니트맨 미사일도 170 kt 수소폭탄 3발을 탑재한다. 최근에 475 kt으로 개량했다. 즉, 미니트맨은 연료량이 2배 이상 많아 사거리가 길고 무게가 무겁지만, 탑재하는 핵탄두 3발의 폭발력은 서로 비슷하다.
2016년 9월 9일 북한은 5차 핵실험을 단행했는데, 일부에서는 핵출력 200 kt의 진도 5.5의 인공지진이 관측되었다.

## 대한민국
2017년 7월 24일, 한국 정부 관계자는 장보고 3급 잠수함에 탑재될 SLBM의 핵심기술 개발에 성공했다고 밝혔다. 정부 비밀사업으로 방위사업청, 국방과학연구소(ADD) 등과 함께 해당 기술들을 자체 개발하였다.
2021년, 대한민국은 현무 4-4 발사실험에 성공하여 북한의 KN-11에 대한 대한민국의 대응 무기를 획득하는 데 성공하였다.

## 같이 보기
- 북극성 2호
- 대한민국의 SLBM 개발 사업
- KN 미사일 시리즈